# Ernst Wilhelm Grebe
Ernst Wilhelm Grebe  (* 30. August 1804 in Michelbach; † 14. Januar 1874 in Kassel) war ein deutscher Mathematiker. Er war Gymnasiallehrer in Kassel.
Grebe studierte ab 1821 Altphilologie und Mathematik in Bonn und Leipzig und ab 1824 Theologie in Marburg, wo er 1829 mit einer geometrischen Arbeit promoviert wurde (De linea helice ejusque projectionibus orthographicis commentatio). Danach war er kurz Privatdozent in Marburg. 1831 wurde er Gymnasiallehrer für Mathematik und Physik in Rinteln (mit Festanstellung ein Jahr später), 1833 in Marburg und 1835 in Kassel, wo er 1852/53 mit der Leitung des Gymnasiums beauftragt war. 1853 war er Gymnasiallehrer in Marburg und 1855 wurde er Rektor an der Realschule (ab 1869 Höhere Bürgerschule) in Kassel.
Er veröffentlichte viel über Elementargeometrie im Archiv der Mathematik und Physik (Grunert´s Archiv). Der Grebe-Punkt in der Dreiecksgeometrie wurde nach ihm benannt, anscheinend zuerst von E. Hain 1875. Die Benennung beschränkte sich aber hauptsächlich auf Deutschland, ansonsten wird er nach Émile Lemoine (1874) benannt (Lemoine-Punkt). Nach Krafft (NDB) war Grebe bei dieser Arbeit möglicherweise von seinem Lehrer in Marburg Christian Ludwig Gerling (1788–1864), einem Schüler von Carl Friedrich Gauß, beeinflusst. Der Punkt war auch Simon L’Huilier 1809 bekannt und wurde später auch Symmedian-Punkt genannt.
Als Mathematikpädagoge setzte er sich unter anderem mit einer Denkschrift mit den Missständen im Mathematikunterricht in Kurhessen auseinander. In einem Brief von Gerling an Gauß von 1831 wird auch der später nicht realisierte Plan von Grebe erwähnt, die in den Abhandlungen der Akademie in Sankt Petersburg erschienenen Schriften von Leonhard Euler in Deutsch herauszugeben.
Er war Ehrenbürger von Marburg.